# Tortilla de bacalao

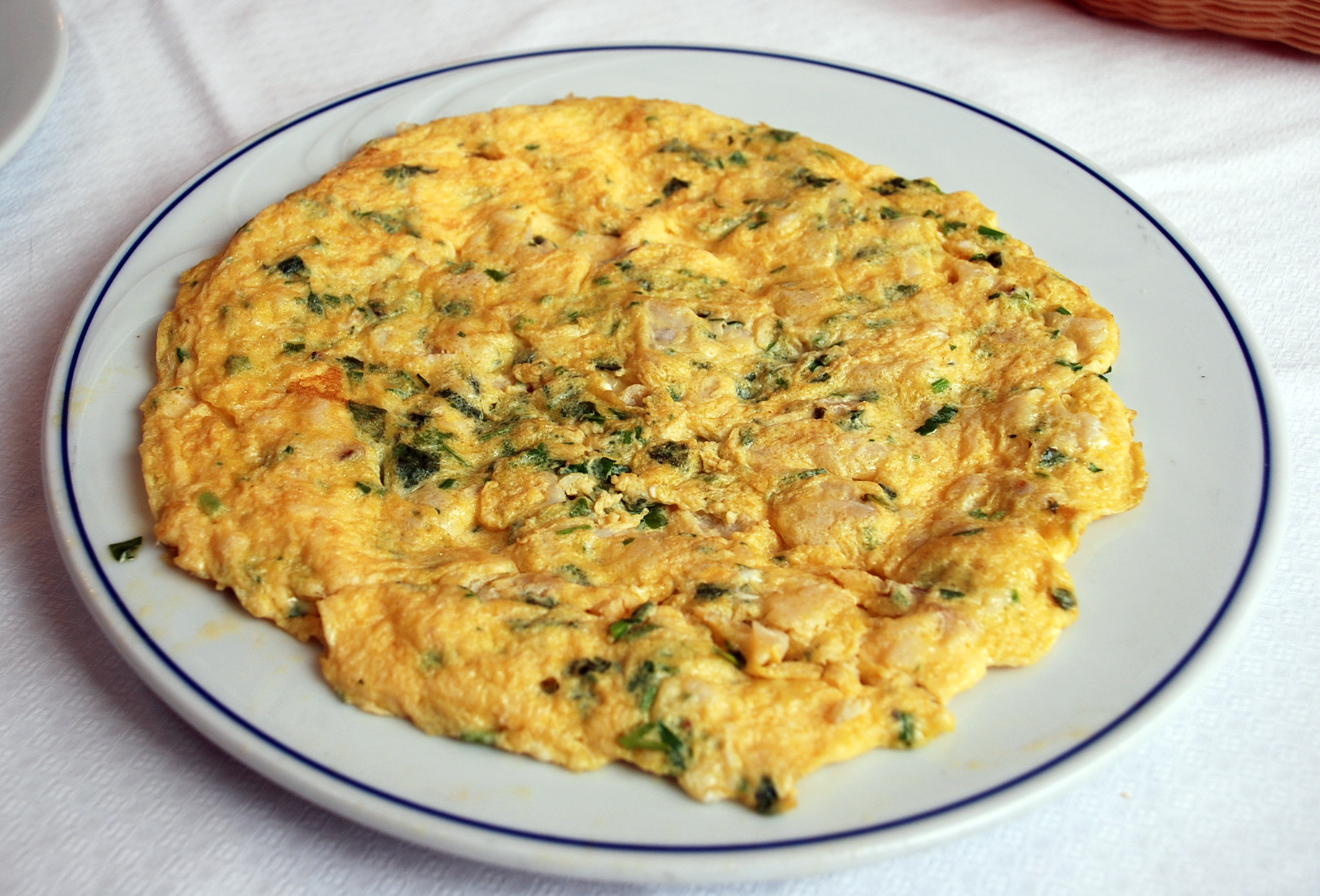
Una tortilla de bacalo con sus trazas de perejil fresco.

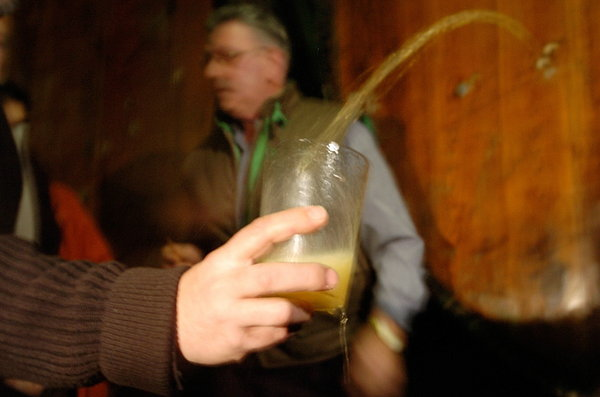
Realizando el rito del txotx la tortilla es muy afamada

La Tortilla de bacalao es un plato de huevo típico de la cocina española, que tradicionalmente se sirve como entrante en las sidrerías vascas (donde se celebra el popular rito del txotx). Es entendido en algunas regiones peninsulares, debido a la composición de sus ingredientes, como un plato típico de la cuaresma. Es un plato que suele servirse caliente (recién preparado), pudiéndose servir igualmente frío.

## Características
El principal ingrediente de la tortilla es el bacalao en salazón puesto en remojo el día antes. De esta forma el bacalao, ya completamente desalado se pone a desmigar en pequeños trozos. En algunas ocasiones se desmiga el bacalao en salazón cuando está consistente, para ser desalado posteriormente. La tortilla lleva huevos que se baten para que cuajen y proporcionen su característica forma redondeada. Para aromatizarse se añade perejil picado, a veces unas guindillas. La receta ya se describe a comienzos del siglo XX por la Condesa del Pardo Bazán y emplea en la receta bacalao guisado.
La aparición de este plato en las sidrerías vascas es muy popular. Se suele servir estas preparaciones a los asistentes de pie, acompañado de otras raciones como el bacalao frito con pimientos, chuleta, queso y nueces. Tradicionalmente se servía la sidra en jarras y se comían sardinas viejas, huevos cocidos y castañas (la tortilla de bacalao es posterior a los años 60 o finales de los 50).